# Lágybogárfélék
A lágybogárfélék (Cantharidae) a rovarok (Insecta) osztályának a bogarak (Coleoptera) rendjébe, ezen belül a mindenevő bogarak (Polyphaga) alrendjébe tartozó család.

## Előfordulásuk
110 nembe tartozó mintegy 3300 fajuk minden állatföldrajzi régióban megtalálható.

## Megjelenésük, felépítésük
Megnyúlt, lapos testű, gyengén kitinizált állatok (magyar elnevezésük is innen származik). Fejük nagy, szemeik kiugróak. Fejpajzsuk elöl a felső ajkat teljesen eltakarja. Hosszú, fonál alakú csápjuk a szemek közt ered. Előtoruk harántos. Szárnyfedőik párhuzamosak, a potrohot rendszerint teljesen befedik. Hártyás szárnyuk lehet csökevényes, ekkor a szárnyfedő is rövidebb. Lábaik hosszúak és vékonyak, barázdák nélkül. A lábfej 4. íze karéjosan kimetszett, karmaik osztottak vagy a tövükön fogacska van.

## Életmódjuk, élőhelyük
Lárvájuk talajban, fűcsomók közt, korhadó növényi anyagokban fejlődik; ragadozó. A rövid életű imágók virágzó fákon, fűféléken találhatóak, ahol kisebb rovarokat ragadoznak. Egyes fajok virágokon nektárt fogyasztanak. Nappali állatok, de éjszaka fényre is repülnek.

## Rendszertani felosztásuk
Öt alcsaládot különítenek el, további kettő nem helyzete vitatott:
- Cantharinae (Imhoff, 1856)
- Chauliognathinae (LeConte, 1861)
- Dysmorphocerinae (Brancucci, 1980)
- Malthininae (Kiesenwetter, 1852)
- Silinae (Mulsant, 1862)
- Caccodes (alcsaládba be nem sorolt)
- Chauliognathus (alcsaládba be nem sorolt)

A családba az alábbi nemek tartoznak (a lista nem teljes):
- Absidia
- Absidiella
- Asilis
- Athemus
- Bactrocantharis
- Belotus
- Caccodes
- Cantharis
- Cantharus
- Chauliognathus
- Compsonycha
- Cordylocera
- Crudosilis
- Dichelotarsus
- Discodon
- Frostia
- Hatchiana
- Ichthyurus
- Kandyosilis
- Laemoglyptus
- Lycocerus
- Malthinellus
- Malthinus
- Malthodes
- Malthomethes
- Metacantharis
- Microichthyurus
- Micropodabrus
- Mimopolemius
- Neoontelus
- Phytononus
- Plectonotum
- Podabrinus
- Podabrus
- Podosilis
- Polemius
- Prosthaptus
- Prothemus
- Pseudoabsidia
- Rhagonycha
- Silis
- Sogdocantharis
- Sphaerarthrum
- Symphyomethes
- Telephorus
- Themus
- Troglomethes
- Tryphenis
- Trypherus
- Tylocerus
- Tytthonyx

## Magyarországon előforduló fajok
A lista nem feltétlenül teljes:
CANTHARINAE (Imhoff, 1856)
Cantharini (Imhoff, 1856)
Cantharis (Linnaeus, 1758)
Közönséges lágybogár (Cantharis fusca) (Linnaeus, 1758)
Suszterbogár (Cantharis rustica) (Fallén, 1807)
Rhagonycha (Eschscholtz, 1830)
Feketevégű lágybogár (Rhagonycha fulva) (Scopoli, 1763)